# Жарников, Василий Павлович
Василий Павлович Жарников (1 января 1911 — 6 ноября 1966) — советский военачальник, генерал-майор авиации (27.08.1957), участник советско-финской и Великой Отечественной войн.

## Биография
Василий Павлович Жарников родился 1 января 1911 года в селе Преображенка (ныне — Катангский район Иркутской области). В 1933 году был призван на службу в Военно-морской флот СССР. В 1935 году окончил Ейскую военно-морскую авиационную школу лётчиков и лётчиков-наблюдателей. В 1937—1938 годах находился в специальной командировке в Китае. По возвращении служил помощником командира, военным комиссаром, заместителем по политической части командира эскадрильи 13-го истребительного авиационного полка ВВС Балтийского флота. Участвовал в советско-финской войне.
В Великую Отечественную войны Жарников вступил в составе того же полка. В сентябре 1941 года он стал командиром эскадрильи, позднее был выдвинут на должность полкового штурмана, а в январе 1943 года стал заместителем командира полка. Участвовал в обороне Ленинграда, совершая боевые вылеты на сопровождение штурмовиков и бомбардировщиков, прикрытие кораблей и наземных войск, воздушную разведку. Помимо активной боевой работы, Жарников обучал молодых лётчиков. С августа 1943 года занимал должность инспектора по технике пилотирования 9-й штурмовой авиационной дивизии. Продолжал совершать вылеты над акваторией Финского и Выборгского заливов, на Синявинском участке Ленинградского фронта. Участвовал в операции по окончательному снятию блокады Ленинграда, освобождении Ропши, Кингисеппа и Нарвы. С августа 1944 года служил старшим инспектором-лётчиков лётной инспекции ВВС Балтийского флота, а с декабря того же года — помощником командира 11-й штурмовой авиационной дивизии. Совершил большое количество боевых вылетов, принял участие в десятках воздушных боёв.
После окончания войны продолжал службу в Военно-морском флоте СССР. Командовал различными полками и дивизиями военно-морской авиации. В 1955 году окончил военно-морской факультет Высшей военной академии имени К. Е. Ворошилова. С июля 1958 года командовал Приморским корпусом ПВО. В августе 1960 года был уволен в запас. Умер 6 ноября 1966 года, похоронен на Кузьминском кладбище Москвы.

## Награды
- Орден Ленина (30 декабря 1956 года);
- 5 орденов Красного Знамени (7 февраля 1940 года, 28 июля 1943 года, 12 июня 1944 года, 30 апреля 1945 года, 30 апреля 1954 года);
- 2 ордена Красной Звезды (14 ноября 1938 года, 15 ноября 1950 года);
- Медаль «За боевые заслуги» (3 ноября 1944 года) и другие медали.